# Nuno Magalhães
Nuno Miguel Miranda de Magalhães (ur. 4 marca 1972 w Luandzie) – portugalski polityk i prawnik, adwokat, poseł do Zgromadzenia Republiki X, XI, XII i XIII kadencji, przewodniczący klubu parlamentarnego CDS/PP.

## Życiorys
Urodził  się w Portugalskiej Afryce Zachodniej, gdzie mieszkał do rozpoczęcia się procesu dekolonizacji. Uzyskał wykształcenie prawnicze. Od 1996 praktykował jako adwokat. W XV rządzie konstytucyjnym Portugalii sprawował funkcję sekretarza stanu w resorcie administracji (2002–2004). Stał na czele struktur partyjnych Centrum Demokratyczno-Społecznego w okręgu Setúbal, zasiadał również we władzach centralnych CDS/PP. W wyborach w 2005 uzyskał mandat posła do Zgromadzenia Republiki X kadencji w okręgu Setúbal. W wyborach w 2009, 2011 i 2015 uzyskiwał reelekcję w tym samym okręgu. Po odejściu Pedro Moty Soaresa do rządu Pedro Passos Coelho objął funkcję przewodniczącego klubu parlamentarnego CDS/PP.